# Dragučova
Dragučova – wieś w Słowenii, w gminie Pesnica. W 2018 roku liczyła 247 mieszkańców.